# Joseph L. Pfeifer

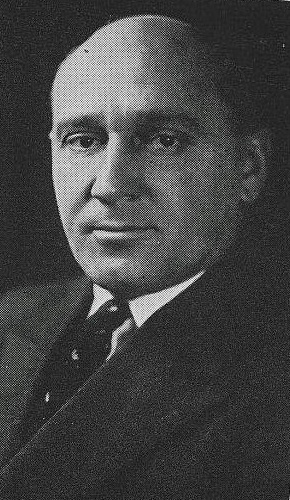
Joseph L. Pfeifer

Joseph Lawrence Pfeifer (* 6. Februar 1892 in Brooklyn, New York; † 19. April 1974 ebenda) war ein US-amerikanischer Arzt und Politiker. Zwischen 1935 und 1951 vertrat er den Bundesstaat New York im US-Repräsentantenhaus.

## Werdegang
Joseph Lawrence Pfeifer besuchte die St. Nicholas Parochial School, die St. Leonard’s Academy und das St. Francis College in Brooklyn. 1914 graduierte er am Long Island Medical College und begann noch im selben Jahr zu praktizieren. Er war als Dozent tätig und verfasste chirurgische Artikel. Während des Ersten Weltkrieges war er im medizinischen Beirat (Medical Advisory Board) und unterwies Amtsärzte, die nach Übersee gingen.
Politisch gehörte er der Demokratischen Partei an. Bei den Kongresswahlen des Jahres 1934 wurde er im dritten Wahlbezirk von New York in das US-Repräsentantenhaus in Washington, D.C. gewählt, wo er am 4. Januar 1935 die Nachfolge von George W. Lindsay antrat. Er wurde fünf Mal in Folge wiedergewählt. Im Jahr 1944 kandidierte er im achten Wahlbezirk von New York für einen Kongresssitz. Nach einer erfolgreichen Wahl trat er am 4. Januar 1945 die Nachfolge von Donald L. O’Toole an. Er wurde einmal wiedergewählt. Bei seiner neunten Kandidatur im Jahr 1950 erlitt er eine Niederlage und schied nach dem 3. Januar 1951 aus dem Kongress aus.
Danach war er bis zu seiner Pensionierung wieder als Arzt tätig. Er verstarb am 19. April 1974 in Brooklyn und wurde dann auf dem St. John Cemetery in Middle Village beigesetzt.